# Maxime Estève
Pour les articles homonymes, voir Estève.
Maxime Estève, né le 26 mai 2002 à Montpellier (Hérault), est un footballeur français qui évolue au poste de défenseur central au Burnley FC.

## Biographie

### Jeunesse et formation
Né à Montpellier, Maxime Estève fréquente dès son plus jeune âge les tribunes du Stade de la Mosson avec son père, Cyril Estève, fervent supporteur du MHSC,.
Passé par l'AS Canet, Maxime Estève rejoint rapidement le club de sa ville natale, intégrant le centre de formation du Montpellier HSC en 2011 à l'âge de neuf ans,.
Il connait ses premières convocations en équipe première en fin de saison 2020-21, à partir du quart de finale de coupe face au Canet RFC.

### Début en professionnel
Intégré au groupe professionnel dès le commencement de la saison suivante, notamment en l'absence de Mamadou Sakho, il fait ses débuts professionnels avec son club formateur le 8 août 2021, lors d'une défaite trois buts à deux en Ligue 1 contre l'Olympique de Marseille,,. Enchainant ensuite les apparitions en championnat sous l'égide d'Olivier Dall'Oglio, Estève signe alors son premier contrat professionnel avec le Montpellier HSC le 23 septembre 2021,,.
Même avec Sakho de retour dans l'effectif, Estève s'installe comme titulaire en défense centrale aux côtés de l'international français, alors que Thuler fait les frais de ses suspensions et problèmes physiques,. Enchainant les performances convaincantes en charnière, le jeune français apparait alors comme la révélation montpelliéraine du début de saison,,.
Il marque son premier but en professionnel en décembre 2023 lors d'une victoire un but à zéro contre le FC Metz en Ligue 1.

#### Burnley
Le 1er février 2024, Maxime Estève est prêté six mois avec option d'achat obligatoire au club anglais du Burnley FC. Titulaire dès son arrivée au club, il ne peut empêcher la relégation en deuxième division. 
Le défenseur et son club ne restent qu'une saison en Championship terminant à la seconde place du championnat à égalité de points de Leeds United, synonyme de promotion en Premier League. Le club termine également meilleur défense du championnat avec seulement seize buts encaissées en quarante-six rencontres, réussisant l'exploit de ne pas encaisser de but pendant douze matchs consécutifs et plus de 1130 minutes. Au terme de la saison, Maxime Esteves est nommé dans l'équipe de la saison de Championship formant une charnière avec son coéquipier Egan-Riley.

### Carrière en sélection
Appelé une première fois en équipe de France des moins de 20 ans pour une double confrontation amicale face à la Tunisie, Maxime Estève est titularisé lors de la deuxième rencontre le 10 octobre 2021, obtenant une clean sheet dans ce match au score nul et vierge,,.
En 2022, Maxime Estève est en du Tournoi Maurice Revello, finale remportée par l'équipe de France espoirs contre le Venezuela. 
Le 3 juin 2024, Thierry Henry le sélectionne dans une pré-liste de 25 joueurs afin de disputer les Jeux olympiques 2024 à Paris mais le joueur est bloqué par son club. 

## Style de jeu
Évoluant initialement au poste de latéral gauche, Estève est replacé dans l'axe par Romain Pitau, alors qu'il joue en équipe réserve, et c'est à se poste qu'il va découvrir le haut niveau,.
Défenseur central au physique imposant — 1,93 m pour 89 kg à seulement 19 ans — qui lui permet de s'imposer dans les duels, il n'en est pas moins mobile dans sa surface, où il fait déjà montre d'une sérénité remarquée malgré son jeune âge,.

## Statistiques
| Saison                | Club                  | Championnat           | Championnat | Championnat | Championnat | Coupe(s) nationale(s) | Coupe(s) nationale(s) | Coupe(s) nationale(s) | Compétition(s) continentale(s) | Compétition(s) continentale(s) | Compétition(s) continentale(s) | Compétition(s) continentale(s) | Total | Total | Total |
| Saison                | Club                  | Division              | M.          | B.          | P.d.        | M.                    | B.                    | P.d.                  | Comp.                          | M.                             | B.                             | P.d.                           | M.    | B.    | P.d.  |
| 2021-2022             | Montpellier HSC       | Ligue 1               | 24          | 0           | 0           | -                     | -                     | -                     | -                              | -                              | -                              | -                              | 24    | 0     | 0     |
| 2022-2023             | Montpellier HSC       | Ligue 1               | 23          | 0           | 0           | 1                     | 0                     | 0                     | -                              | -                              | -                              | -                              | 24    | 0     | 0     |
| 2023-2024             | Montpellier HSC       | Ligue 1               | 12          | 1           | 1           | 2                     | 0                     | 0                     | -                              | -                              | -                              | -                              | 14    | 1     | 1     |
| Sous-total            | Sous-total            | Sous-total            | 59          | 1           | 1           | 3                     | 0                     | 0                     | -                              | -                              | -                              | -                              | 62    | 1     | 1     |
| 2023-2024             | Burnley FC            | Premier League        | 16          | 0           | 0           | -                     | -                     | -                     | -                              | -                              | -                              | -                              | 16    | 0     | 0     |
| 2024-2025             | Burnley FC            | Championship          | 46          | 1           | 0           | 2                     | 0                     | 0                     | -                              | -                              | -                              | -                              | 48    | 1     | 0     |
| 2025-2026             | Burnley FC            | Premier League        | 1           | 0           | 0           | -                     | -                     | -                     | -                              | -                              | -                              | -                              | 1     | 0     | 0     |
| Sous-total            | Sous-total            | Sous-total            | 63          | 1           | 0           | 2                     | 0                     | 0                     | -                              | -                              | -                              | -                              | 65    | 1     | 0     |
| Total sur la carrière | Total sur la carrière | Total sur la carrière | 122         | 2           | 1           | 5                     | 0                     | 0                     | -                              | -                              | -                              | -                              | 127   | 2     | 1     |

## Palmarès

### En club
- Burnley
  - Vice-champion de Championship en 2025

### Distinctions individuelles
- Membre de l'équipe-type de D2 anglaise en 2025 (EFL Awards)[22].